# Vicente Hinojosa Alcalá
Vicente Hinojosa Alcalá (Mazatlán Sinaloa, 26 de octubre de 1947) es un montañista mexicano que dentro de sus ascensiones cuenta con tres primeras cumbres mexicanas en los Andes peruanos (Yerupajá sur en 1979, Alpamayo en 1976, Chopicalqui en 1981), una de ellas es también primera expedición latinoamericana (Alpamayo 1976). En México aperturó en 1970 la ruta nororiental al pecho del Iztaccíhuatl.
Ha sido instructor de alta montaña, entrenador en jefe para el Programa de Expediciones Internacionales de la Federación Mexicana de Excursionismo (FME) (1971-1973) y fue asesor técnico para la primera expedición femenil al Huascarán en 1975.
También ha impartido cursos de alta montaña para diversas asociaciones y organizaciones dentro de las cuales destacan el Club Exploraciones de México (CEMAC) y el Socorro Alpino de México (SAM). Fue presidente de la LESS (Liga de Excursionismo del Seguro Social) de 1969-1970 y en 1972 fue secretario de Excursionismo en la FME.
Sus inicios en el montañismo se dan a los 9 años de edad en media montaña y en 1967 incursiona de lleno en alta montaña. Durante su periodo expedicionario siempre impulsó el estilo alpino al igual que algunos otros grandes a nivel internacional.
Se le puede considerar perteneciente a la segunda generación de montañistas expedicionarios nacionales antecedido únicamente por el importante grupo de Raymundo Luna Rangel, Adolfo G. Soto, Antonio Velázquez, Roberto García Juárez, Roberto Mangas, Eduardo San Vicente, Marcelo Villavicencio, Cristóbal Abarca,  Guillermo García, Eduardo de María y Campos, Higinio Alvarado y Agustín Guerrero, entre otros, en las expediciones en los 40, 50 y 60 al Aconcagua, Huascarán y Denali (Mackinley).
El proyecto inicial de reactivación de las expediciones internacionales se puede decir que inicia con la expedición organizada entre alumnos e instructores por la Escuela Nacional de Montaña en combinación con las Federación Mexicana de Excursionismo a las Rocky Mountains siendo uno de los principales promotores Roberto Morales Puebla. Es importante no pasar por alto que en años anteriores se realizaban prácticamente de forma anual una expedición al Aconcagua.

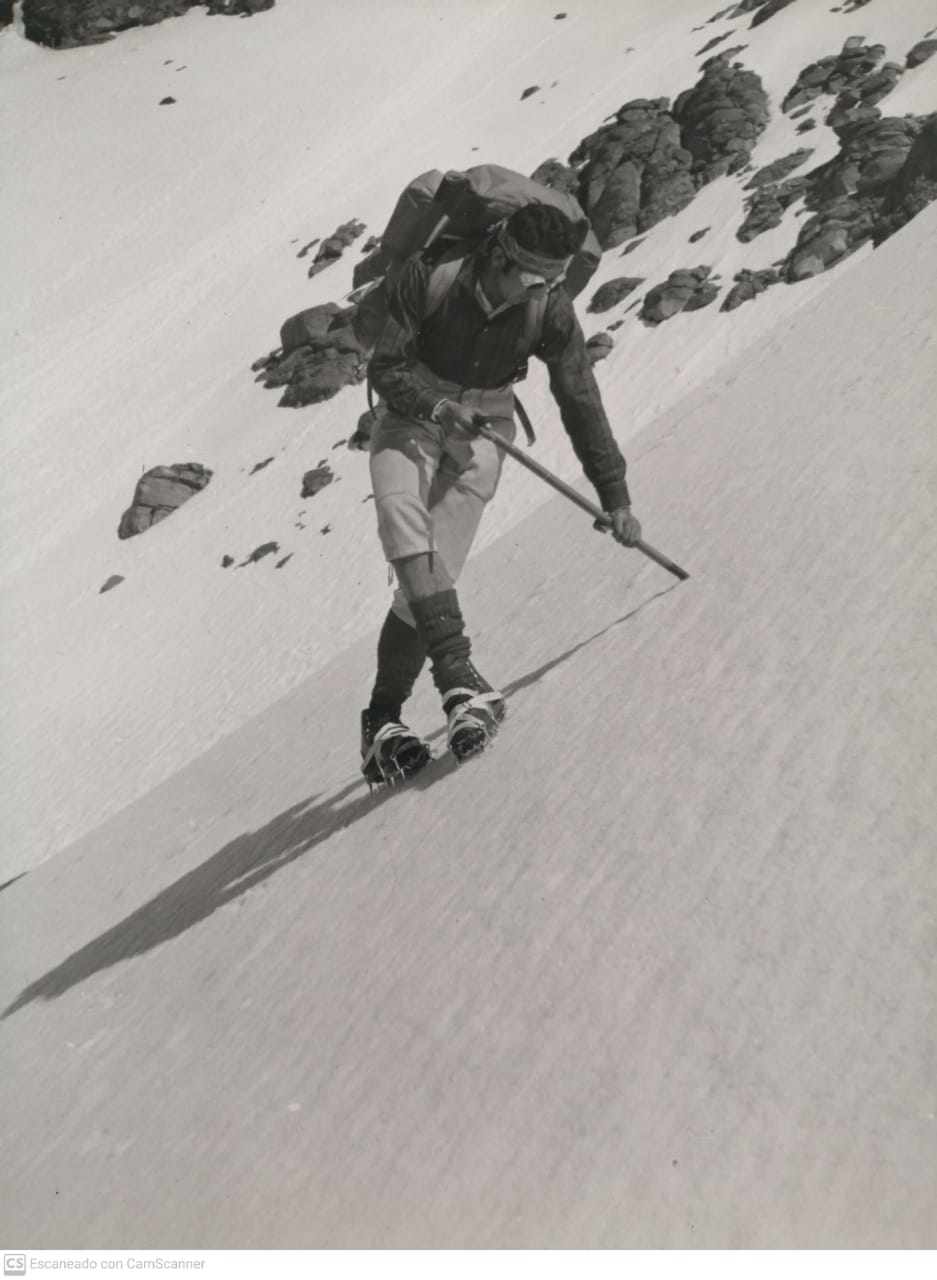
Iztaccíhuatl 1968, zona de las rodillas.

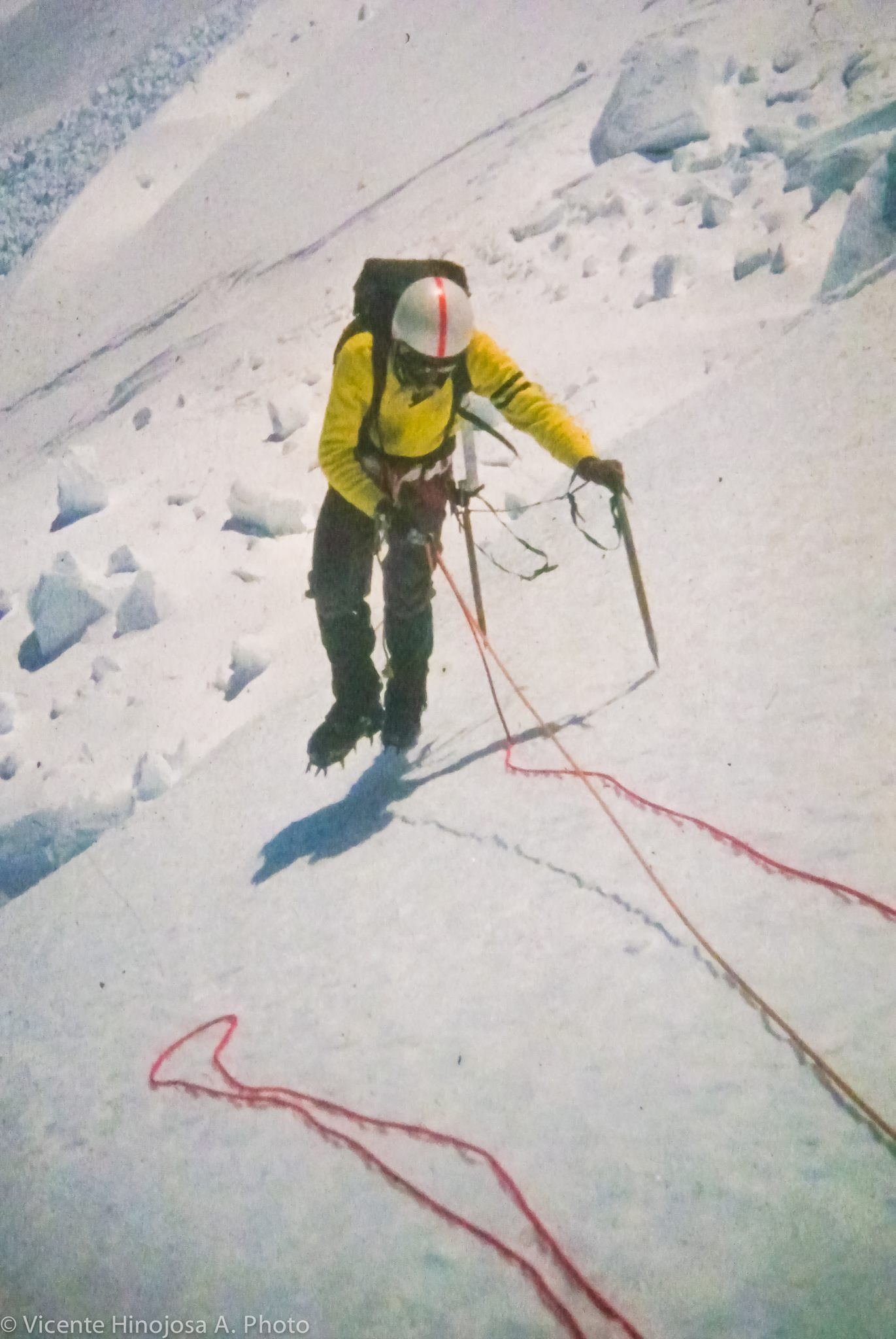
Vicente Hinojosa, expedición Yerupajá 1979

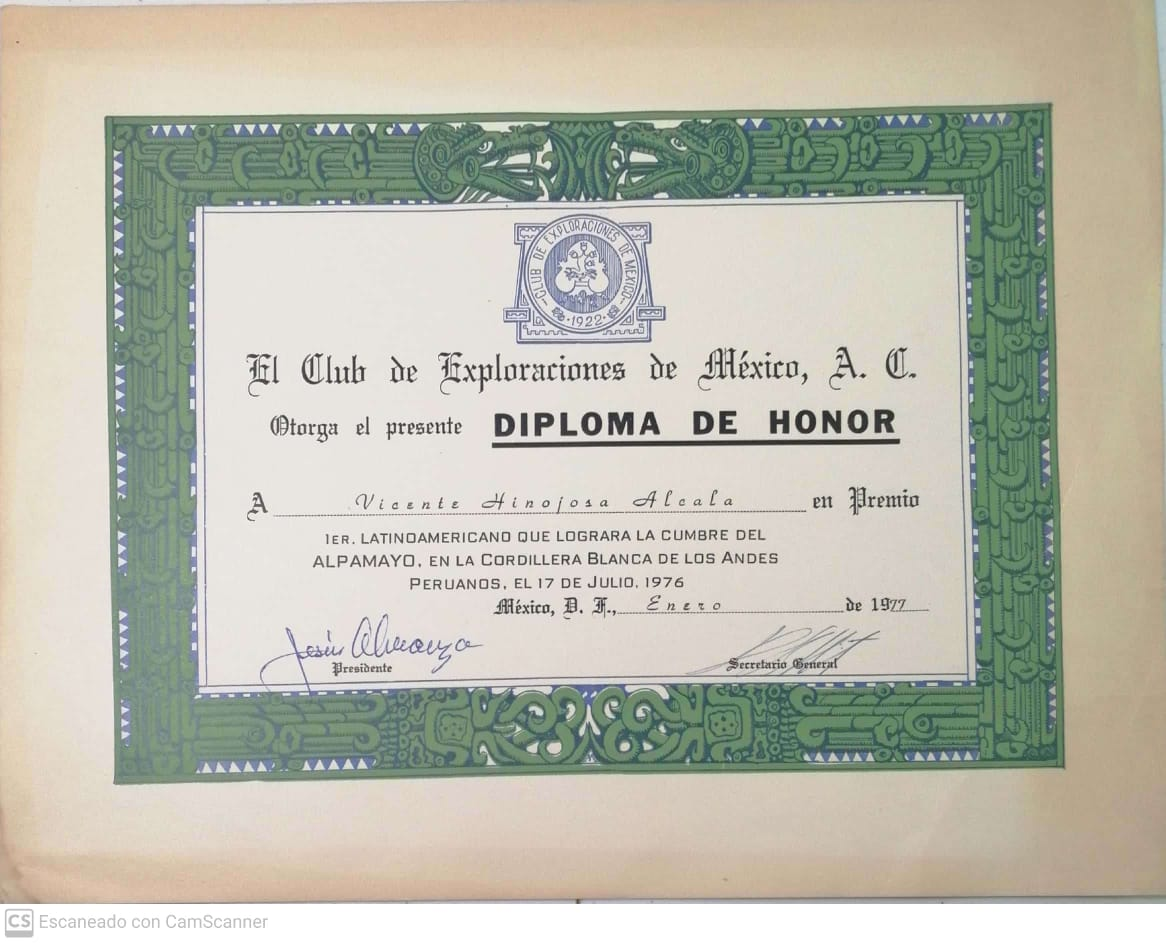
Diploma del Club Exploraciones de México Primera expedición latinoamericana en el Alpamayo 1976.

En 1972 la Federación Mexicana de Excursionismo, con la intención de continuar con el entusiasmo del montañismo expedicionario hace un esfuerzo para mandar una dupla a Ecuador para escalar Illiniza Sur, Cotopaxi y Chimborazo.
Además de las primeras cumbres nacionales en Perú y Bolivia y Ecuador que se lograron en esos años, existieron otros proyectos importantes para el montañismo mexicano cuando en 1973 se vuelve a coronar el Huascarán Norte en Perú convirtiéndose en la segunda ascensión mexicana y 25 a nivel mundial antecedida únicamente por la expedición de 1953 de E. San Vicente y M. Villavicencio, 20 años antes.

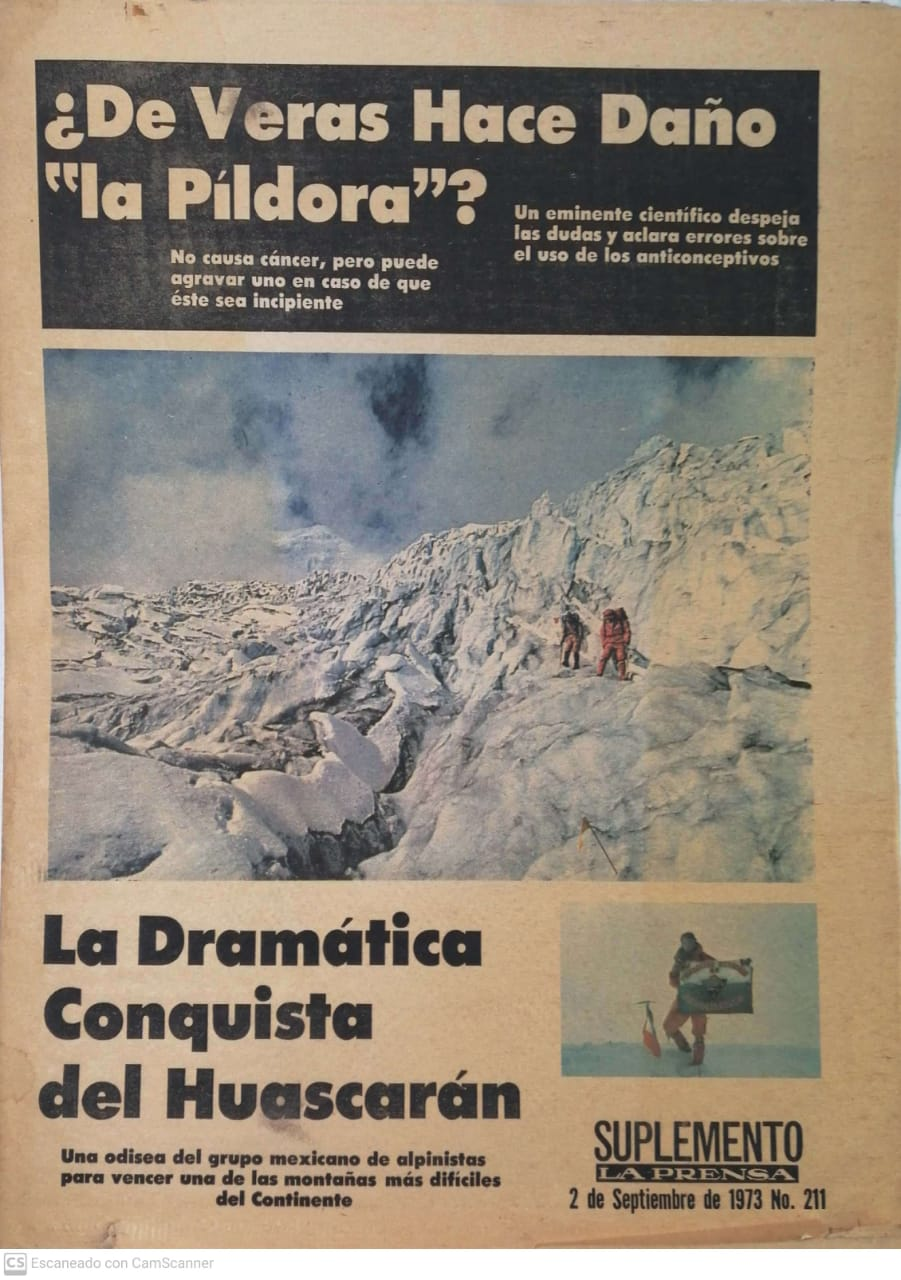
Suplemento La Prensa 2 de septiembre de 1973, No. 211

Otro proyecto destacado que denota la reactivación de las expediciones nacionales, pero también la dificultad de los ascensos por la falta de información y exploración en los Andes en esa época, es la primera ascensión mexicana al Chopicalqui en 1981 que se logró no sin antes realizar un intento anterior 7 años atrás en la expedición de 1973 hasta 6100 m por la ruta suroeste por Raúl Bárcena y Vicente Hinojosa Alcalá. La expedición también estaba conformada por Antonio Rivera, Guillermo Díaz, Antonio Carmona, Andrés G., Julian Torres, Antonio G. y Samuel Díaz Miranda.
Lo mismo sucede para la primera ascensión mexicana y primera expedición latinoamericana al Alpamayo que logra concretarse un año después en 1976 posterior al intento de 1975. El logro de cumbre de 1976 es obtenido por Nabor Castillo, Antonio Carmona y Vicente Hinojosa. El Intento de 1975 fue realizado por Raul Bárcena, Samuel Díaz Miranda y Vicente Hinojosa y el grupo estaba conformado también por Mariano Caro, Miguel Contreras y Manuel Contreras.
En las décadas de los 70 y 80 desafortunadamente se cancelan al menos tres proyectos importantes para México en los Himalayas, uno de ellos debido al accidente durante en entrenamiento en el Popocatépetl de Sergio Sambrano desde un parapente.
| Cumbre                      | Altitud | Año  | Notas                                                                                      |
| --------------------------- | ------- | ---- | ------------------------------------------------------------------------------------------ |
| Citlaltépetl                | 5636    | 1967 | Cumbre, Ruta: norte, sur y oeste. (1967 a la fecha)                                        |
| Popocatépetl                | 5426    | 1964 | Cumbre Ruta: noreste, norte y noroeste. (1964 a 1991)                                      |
| Iztaccíhualtl               | 5230    | 1965 | Cumbre, Ruta: noreste, noroeste y sur. (1965 a la fecha)                                   |
| Iztaccíhualtl               | 5230    | 1970 | Cumbre, Ruta: nororiental al pecho, apertura de nueva ruta                                 |
| Flatirons on Green Mountain | 2484    | 1971 | Cumbre, ruta suroeste.                                                                     |
| Longs Peak                  | 4346    | 1971 | Cumbre, ruta sur                                                                           |
| Illiniza Sur                | 5248    | 1972 | Cumbre, Ruta: norte                                                                        |
| Cotopaxi                    | 5897    | 1972 | Cumbre, Ruta: norte                                                                        |
| Chimborazo                  | 6286    | 1972 | Cumbre, Ruta: noroeste                                                                     |
| Huascarán Norte             | 6655    | 1973 | Cumbre, Ruta: suroeste, segunda ascensión mexicana, 25 mundial                             |
| Chopicalqui                 | 6354    | 1973 | Intento hasta 6100 m., Ruta: suroeste                                                      |
| Huascarán Norte             | 6655    | 1974 | Cumbre, Ruta: suroeste tercera ascensión mexicana                                          |
| Alpamayo                    | 5947    | 1975 | Intento hasta 5400 m, Ruta: arista norte                                                   |
| Alpamayo                    | 5947    | 1976 | Cumbre, Ruta: arista norte, primera ascensión mexicana, primera expedición latinoamericana |
| Yerupajá                    | 6634    | 1979 | Cumbre Sur, Ruta: arista suroeste, primera ascensión mexicana                              |
| Chopicalqui                 | 6354    | 1981 | Cumbre, Ruta: suroeste, primera ascensión mexicana                                         |
| Pisco                       | 5760    | 1981 | Cumbre, Ruta: suroeste                                                                     |
| Vallunarahu                 | 5686    | 1981 | Cumbre, Ruta: sureste                                                                      |
| Chacraraju                  | 6108    | 1981 | Exploración hasta 5600 m, Ruta: cara sur                                                   |
| Ishinca                     | 5530    | 1984 | Cumbre, Ruta: norte                                                                        |
| Yerupajá                    | 6634    | 1984 | Intento hasta 6100 m., Ruta: pared oeste                                                   |
| Huayna Potosí               | 6088    | 1991 | Cumbre, Ruta: sureste                                                                      |
| Illimani                    | 6438    | 1991 | Intento hasta 6300 m., Ruta: oriental                                                      |
| Condoriri                   | 5648    | 1991 | Cumbre, Ruta: arista suroeste, segunda ascensión mexicana                                  |